# Нванкво Кану
Нванкво Кану (енгл. Nwankwo Kanu; Овери, 1. август 1976) бивши је нигеријски фудбалер који је играо на позицији нападача. Сматра се једним од најбољих афричких играча свих времена, а Арсенал га је прогласио једним од најбољих играча у историји клуба. Један је од ретких Африканаца који је освојио УЕФА Лигу шампиона, УЕФА суперкуп и златну олимпијску медаљу.

## Статистика каријере

### Репрезентативна
| Репрезентација | Година | Наступи | Голови |
| -------------- | ------ | ------- | ------ |
| Нигерија       | 1994   | 3       | 0      |
| Нигерија       | 1995   | 2       | 1      |
| Нигерија       | 1997   | 1       | 0      |
| Нигерија       | 1998   | 5       | 1      |
| Нигерија       | 2000   | 10      | 1      |
| Нигерија       | 2001   | 6       | 2      |
| Нигерија       | 2002   | 11      | 0      |
| Нигерија       | 2003   | 4       | 3      |
| Нигерија       | 2004   | 7       | 0      |
| Нигерија       | 2005   | 6       | 2      |
| Нигерија       | 2006   | 8       | 0      |
| Нигерија       | 2007   | 6       | 2      |
| Нигерија       | 2008   | 6       | 0      |
| Нигерија       | 2009   | 5       | 0      |
| Нигерија       | 2010   | 5       | 0      |
| Нигерија       | 2011   | 1       | 0      |
| Укупно         | Укупно | 86      | 12     |

## Трофеји
Ивуањанву
- Премијер лига Нигерије: 1992/93.

Ајакс
- Ередивизија: 1994/95, 1995/96.
- УЕФА Лига шампиона: 1994/95.
- УЕФА суперкуп: 1995.
- Интерконтинентални куп: 1995.

Арсенал
- Премијер лига: 2001/02, 2003/04.
- ФА куп: 2001/02, 2002/03.
- ФА Черити шилд: 1999.

Портсмут
- ФА куп: 2007/08.

## Извори
1. ↑  „FIFA World Cup South Africa 2010 List of Players” (PDF). FIFA. стр. 22. Архивирано из оригинала (PDF) 10. 1. 2019. г.
2. ↑  „Kanu: Overview”. Premier League.
3. ↑  „The 50 Greatest African Players of All Time”, Bleacher Report.com
4. ↑  „Gunners Greatest 50 Players”. www.arsenal.com (на језику: енглески). 28. 7. 2024.
5. ↑  „Nwankwo Kanu - International Appearances”. www.rsssf.org.